# Ry d'Ave
Le Ry d'Ave est un ruisseau de Belgique, affluent en rive gauche de la Lesse faisant partie du bassin versant de la Meuse. Il coule dans la province de Luxembourg, dans la commune de Wellin et dans la province de Namur, commune de Rochefort et dans les régions géologiques de Famenne et de Calestienne.

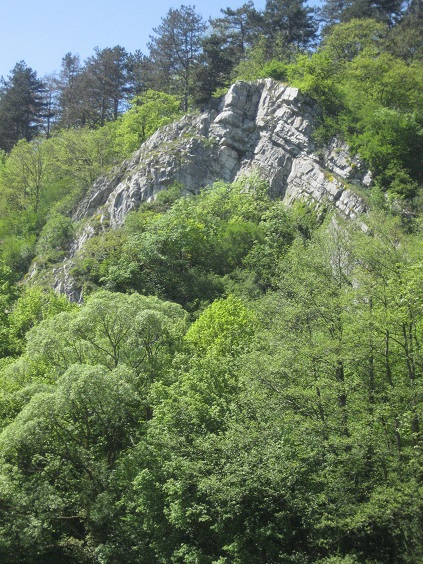
L'anticlinal de la Cluse du Ry d'Ave

## Parcours
Ce ruisseau prend sa source par deux bras aux alentours de Fays-Famenne (commune de Wellin) à l'altitude de 380 m. Ces deux bras se rejoignent rapidement et le cours d'eau s'oriente vers le nord en arrosant Lomprez. Prenant désormais une direction globale vers le nord-est, le ruisseau passe au nord de Wellin et traverse Ave puis Auffe, parfois en surface, parfois en souterrain. Il forme ensuite une cluse (défilé), alimente un étang repris comme site de grand intérêt biologique et coule au pied de l'anticlinal de la Cluse du Ry d'Ave  (Patrimoine immobilier exceptionnel de la Région wallonne). Le Ry d'Ave se jette ensuite dans la Lesse en aval de Han-sur-Lesse à l'altitude de 150 m.